# Vipera dinniki
Vipera dinniki is een giftige slang uit de familie adders (Viperidae).

## Naam en indeling
De wetenschappelijke naam van de soort werd voor het eerst voorgesteld door Alexander Mikhajlovic Nikolsky in 1909. Oorspronkelijk werd de wetenschappelijke naam Vipera berus dinniki gebruikt en werd de slang gezien als een ondersoort van de adder (Vipera berus). De soortaanduiding dinniki is een eerbetoon aan de Russische wetenschapper Nikolai Y. Dinnik (1847 - 1917)

## Verspreiding en leefgebied
Deze soort komt voor in delen van Europa en leeft in de landen Rusland (Kaukasus), Georgië en Azerbeidzjan. De habitat bestaat uit gematigde bossen, scrublands en graslanden. Ook in door de mens aangepaste streken zoals weilanden kan de slang worden gevonden. De soort is aangetroffen op een hoogte van ongeveer 1500 tot 2800 meter boven zeeniveau.

## Beschermingsstatus
Door de internationale natuurbeschermingsorganisatie IUCN is de beschermingsstatus 'kwetsbaar' toegewezen (Vulnerable of VU).